# Старобисловское сельское поселение
Староби́словское се́льское поселе́ние — муниципальное образование в составе Калязинского района Тверской области.
Центр поселения — деревня Старобислово.
Образовано в 2005 году, включило в себя территории Старобисловского, Апухтинского, Пеньевского, Тимирязевского, Рябовского, Исаковского и Липовского сельских округов.

## Географические данные
- Общая площадь: 364,36[1] (по другим данным — 377,7 км²[источник не указан 2120 дней]).
- Нахождение: восточная часть Калязинского района
  - Граничит:
    - на севере — с Семендяевским СП
    - на востоке — с Ярославской областью, Угличский и Переславский районы.
    - на юго-западе — с Нерльским СП
    - на северо-западе — с Алфёровским СП

Главные реки — Нерль (по восточной границе), Жабня, Сабля, Втовка, Протомой.

## Население
| 2005  | 2010  | 2011  | 2012  | 2013  | 2014  | 2015  |
| ----- | ----- | ----- | ----- | ----- | ----- | ----- |
| 2498  | ↘2104 | ↘2092 | ↗2099 | ↘2095 | ↗2100 | ↘2077 |
| 2016  | 2017  | 2018  | 2019  | 2020  | 2021  |       |
| ↘2010 | ↘1954 | ↘1920 | ↘1862 | ↘1835 | ↘1687 |       |

## Состав сельского поселения
На территории поселения находятся 96 населенных пунктов:
| №  | Населённый пункт  | Тип     | Население |
| -- | ----------------- | ------- | --------- |
| 1  | Аверково          | деревня | 28        |
| 2  | Апухтино          | село    | ↘108      |
| 3  | Аферово           | деревня | 6         |
| 4  | Аферьево          | деревня | 0         |
| 5  | Байкусово         | деревня | 11        |
| 6  | Балахонка         | деревня | 7         |
| 7  | Бердовка          | деревня | 11        |
| 8  | Бобики            | деревня | 8         |
| 9  | Болдиново         | деревня | 145       |
| 10 | Большое Рогатино  | деревня | 25        |
| 11 | Бородулино        | деревня | 53        |
| 12 | Браниха           | деревня | 1         |
| 13 | Вески Нероновские | деревня | 38        |
| 14 | Выдохино          | деревня | 1         |
| 15 | Высоково          | деревня | ↘22       |
| 16 | Головково         | деревня | 5         |
| 17 | Горки             | деревня | 9         |
| 18 | Губино            | деревня | ↘16       |
| 19 | Дидерево          | деревня | ↘14       |
| 20 | Дыбулино          | деревня | 15        |
| 21 | Ефимово           | деревня | 1         |
| 22 | Захаровка         | деревня | 0         |
| 23 | Збуйнево          | деревня | 7         |
| 24 | Зверево           | деревня | 9         |
| 25 | Зыковская         | деревня | 15        |
| 26 | Ивановка          | деревня | 1         |
| 27 | Инальцево         | деревня | 80        |
| 28 | Инархово          | деревня | 10        |
| 29 | Инкино            | деревня | 0         |
| 30 | Исаково           | деревня | 106       |
| 31 | Калинино          | деревня | 8         |
| 32 | Киселево          | деревня | 31        |
| 33 | Красное           | деревня | ↗7        |
| 34 | Курилово          | деревня | 1         |
| 35 | Лесуново          | деревня | 11        |
| 36 | Липовка           | деревня | ↘142      |
| 37 | Ложкино           | деревня | 1         |
| 38 | Льняки            | деревня | 7         |
| 39 | Макарьевская      | деревня | 1         |
| 40 | Малое Рогатино    | деревня | 9         |
| 41 | Манаково          | деревня | 5         |
| 42 | Мининская         | деревня | 1         |
| 43 | Мякишево          | деревня | 14        |
| 44 | Нестерово         | деревня | 16        |
| 45 | Николаевка        | деревня | 5         |
| 46 | Новенькое         | деревня | 0         |
| 47 | Новинки           | деревня | 0         |
| 48 | Новое Никольское  | деревня | 30        |
| 49 | Новое Село        | деревня | 17        |
| 50 | Ногино            | деревня | 0         |
| 51 | Овсянниково       | деревня | 0         |
| 52 | Ознобиха          | деревня | 10        |
| 53 | Окатово           | деревня | 91        |
| 54 | Павлово           | деревня | 0         |
| 55 | Парашино          | деревня | 10        |
| 56 | Патрикеевская     | деревня | 1         |
| 57 | Пахомово          | деревня | ↘0        |
| 58 | Пенье             | деревня | ↘194      |
| 59 | Петрецово         | деревня | 22        |
| 60 | Плещеево          | деревня | →8        |
| 61 | Плоховка          | деревня | 106       |
| 62 | Плутино           | деревня | 1         |
| 63 | Пузарино          | деревня | 1         |
| 64 | Раздепино         | деревня | 0         |
| 65 | Расловка          | деревня | 20        |
| 66 | Родионово         | деревня | 1         |
| 67 | Родионцево        | деревня | 0         |
| 68 | Рябово            | деревня | ↘8        |
| 69 | Савинская         | деревня | 10        |
| 70 | Сажино            | деревня | 1         |
| 71 | Светлый Луч       | деревня | 7         |
| 72 | Сендрюхово        | деревня | 7         |
| 73 | Серебрянниково    | деревня | 16        |
| 74 | Сидоровская       | деревня | 6         |
| 75 | Скорятьево        | деревня | 6         |
| 76 | Сосновка          | деревня | ↗1        |
| 77 | Сталино           | деревня | ↘24       |
| 78 | Старобислово      | деревня | ↘103      |
| 79 | Старово           | деревня | 8         |
| 80 | Судовая           | деревня | 0         |
| 81 | Сужа              | деревня | 25        |
| 82 | Тарцево           | деревня | 1         |
| 83 | Твердилово        | деревня | ↘17       |
| 84 | Тимирязево        | деревня | 170       |
| 85 | Тимонино          | деревня | 6         |
| 86 | Трофимовская      | деревня | 5         |
| 87 | Федоровское       | деревня | 8         |
| 88 | Федюлино          | деревня | 56        |
| 89 | Фенино            | деревня | ↘6        |
| 90 | Фомино            | деревня | 7         |
| 91 | Хребтово          | деревня | 1         |
| 92 | Шипулино          | деревня | 1         |
| 93 | Щелково           | деревня | 54        |
| 94 | Щипачево          | деревня | 1         |
| 95 | Юркино            | деревня | 1         |
| 96 | Языково           | деревня | 1         |

### Бывшие населенные пункты
В 1998 году исключены из учетных данных деревни Асеевская, Батыевская, Коробаново, Крутец, Кувшиново и Пищулино.

Ранее исчезли деревни: Гавренево, Гари, Гризинская, Михалевка, Поняки, Рябцово и другие.

## История
В XVI—XVII вв. территория поселения находилась на границе Кашинского и Переславского уездов Русского государства.

С образованием губерний территория поселения входит Углицкую провинцию Санкт-Петербургской, затем (с 1727 года) в Московской губернии. С образованием в 1796 году Тверской губернии территория поселения вошла в Калязинский уезд.
После ликвидации губерний в 1929 году территория вошла в Московскую область и была разделена между двумя районами — Калязинским (северная часть) и Нерльским. В 1935 году эти районы вошли в состав Калининской области. Нерльский район ликвидирован в 1956 году, а Калязинский в 1963 году присоединён к Кимрскому и восстановлен в 1964 году, с этого времени территория поселения входит в Калязинский район.
В XIX — начале XX века деревни поселения относились к Плещеевской и Расловской волостям Калязинского уезда.

## Известные люди
В деревне Аверково родился Герой Советского Союза Алексей Павлович Мозгалёв.

 В деревне Бородулино родился Герой Советского Союза Виктор Александрович Медведев.

В упразднённом селе (погосте) Архангельский родился Введенский, Владимир Дмитриевич (1881—1937) — святой Русской православной церкви, почитается в лике священномучеников.